# 東京文華東方酒店
東京文華東方酒店（日语：／、Mandarin Oriental, Tokyo）是東京都中央區日本橋室町二丁目的高級飯店。由は東京文華東方酒店株式會社營運。屬文華東方酒店集團（怡和洋行旗下）。

## 特色
位於日本橋的國家重要文化財三井本館旁的大型複合再開發大樓日本橋三井塔樓大廈上層，2005年12月2日開幕。30樓～36樓的東京文華東方酒店，共有157間客房及22間套房。最基本的豪華客房面積達50平方公尺。22間套房達90平方公尺以上，最高級的總統套房更達250平方公尺。酒店內擁有許多個性十足餐廳、酒吧、SPA、婚禮設施、宴會場、會議室等。

## 5星級飯店
本飯店在《2016富比世旅遊指南》國內「飯店部門」中連兩年獲得最高評價的5顆星，「SPA部門」也連兩年獲得5星評等。另有三間餐廳獲得「2016東京米其林指南」1星評級。

## 餐廳與酒吧
- SIGNATURE（法式料理） （页面存档备份，存于）
- SENSE（粵菜料理） （页面存档备份，存于）
- SENSE TEA CORNER （页面存档备份，存于）
- K'shiki（義大利料理） （页面存档备份，存于）
- VENTAGLIO（地中海料理） （页面存档备份，存于）
- MANDARIN BAR （页面存档备份，存于）
- ORIENTAL LOUNGE （页面存档备份，存于）
- 文華東方美食店 （页面存档备份，存于）
- TAPAS MOLECULAR BAR （页面存档备份，存于）
- PIZZA BAR on 38th （页面存档备份，存于）
- 鮨 そら （页面存档备份，存于）
- THE CELLAR（私人用餐） （页面存档备份，存于）

## 水療與健身
- SPA
  - 四間水療客房
  - 五間有獨立私人設施的 VIP 水療中心套房
  - 男女獨立浴池
  - 男女獨立休閒酒吧
  - 水療精品店

- 健身中心
  - 普拉提課程
  - 健康療程
  - 慢跑
  - 美容院

## 圖片

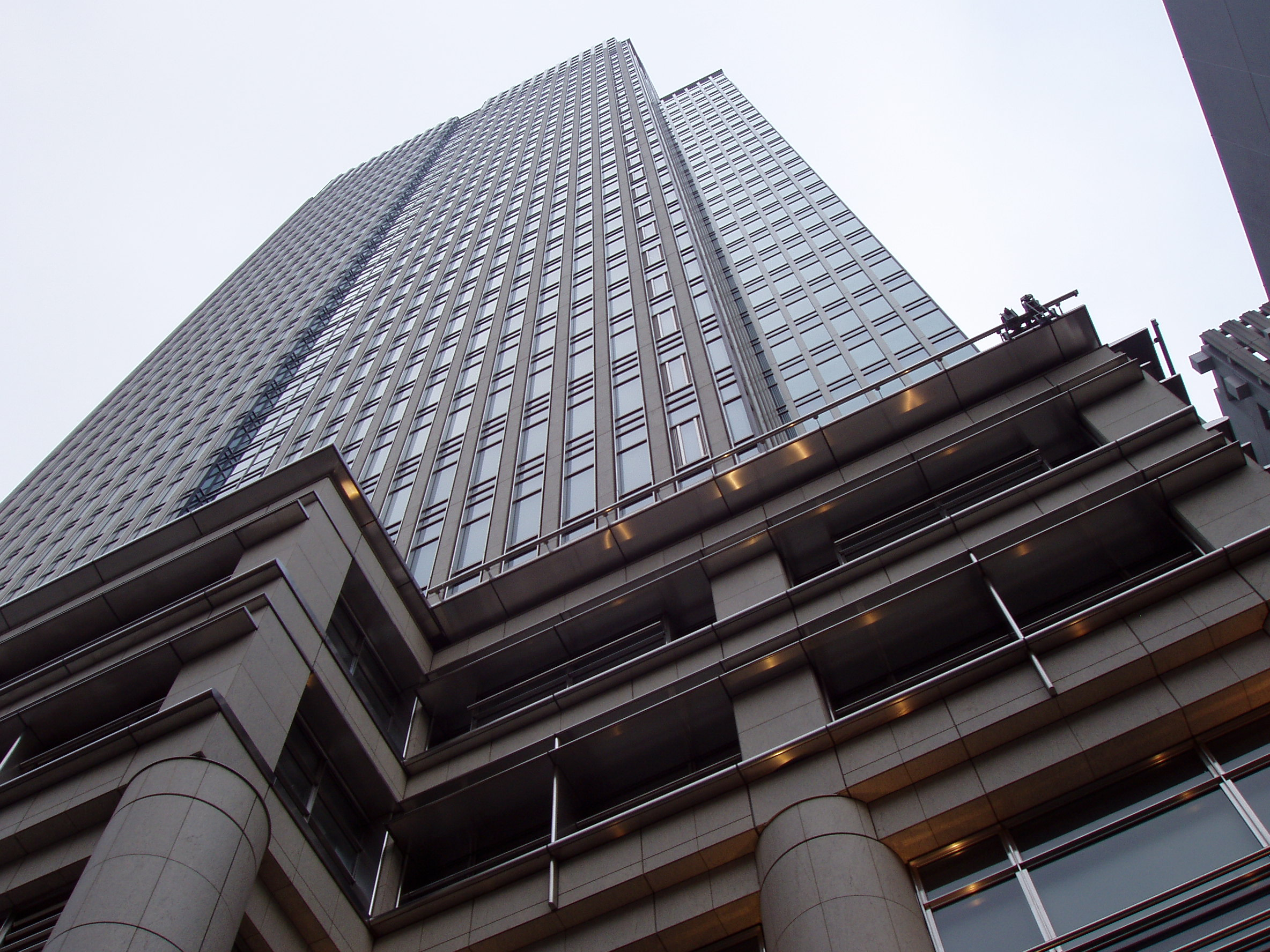
步道上所見的大樓（2005年11月3日）
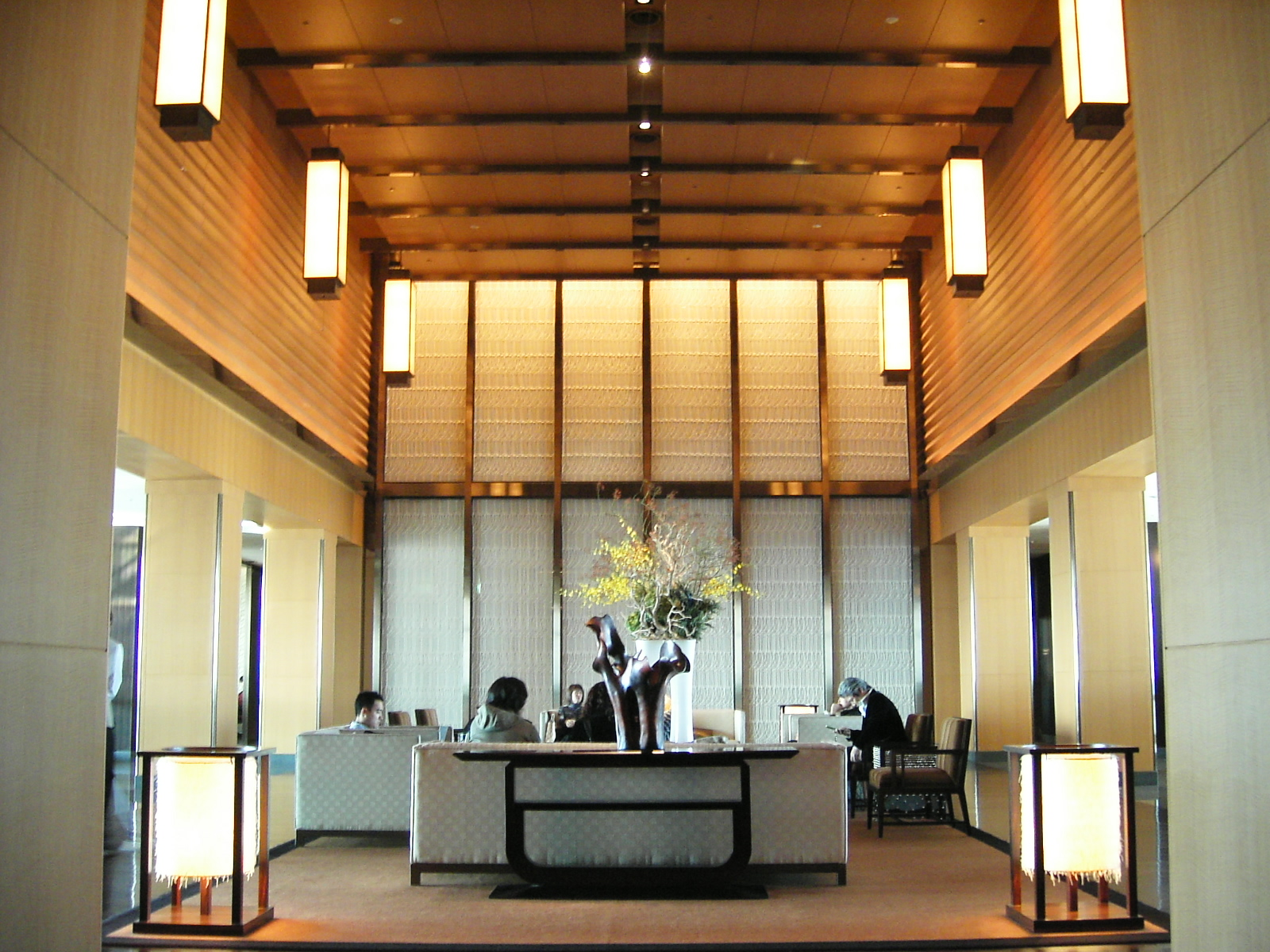
飯店大廳（2005年11月12日）
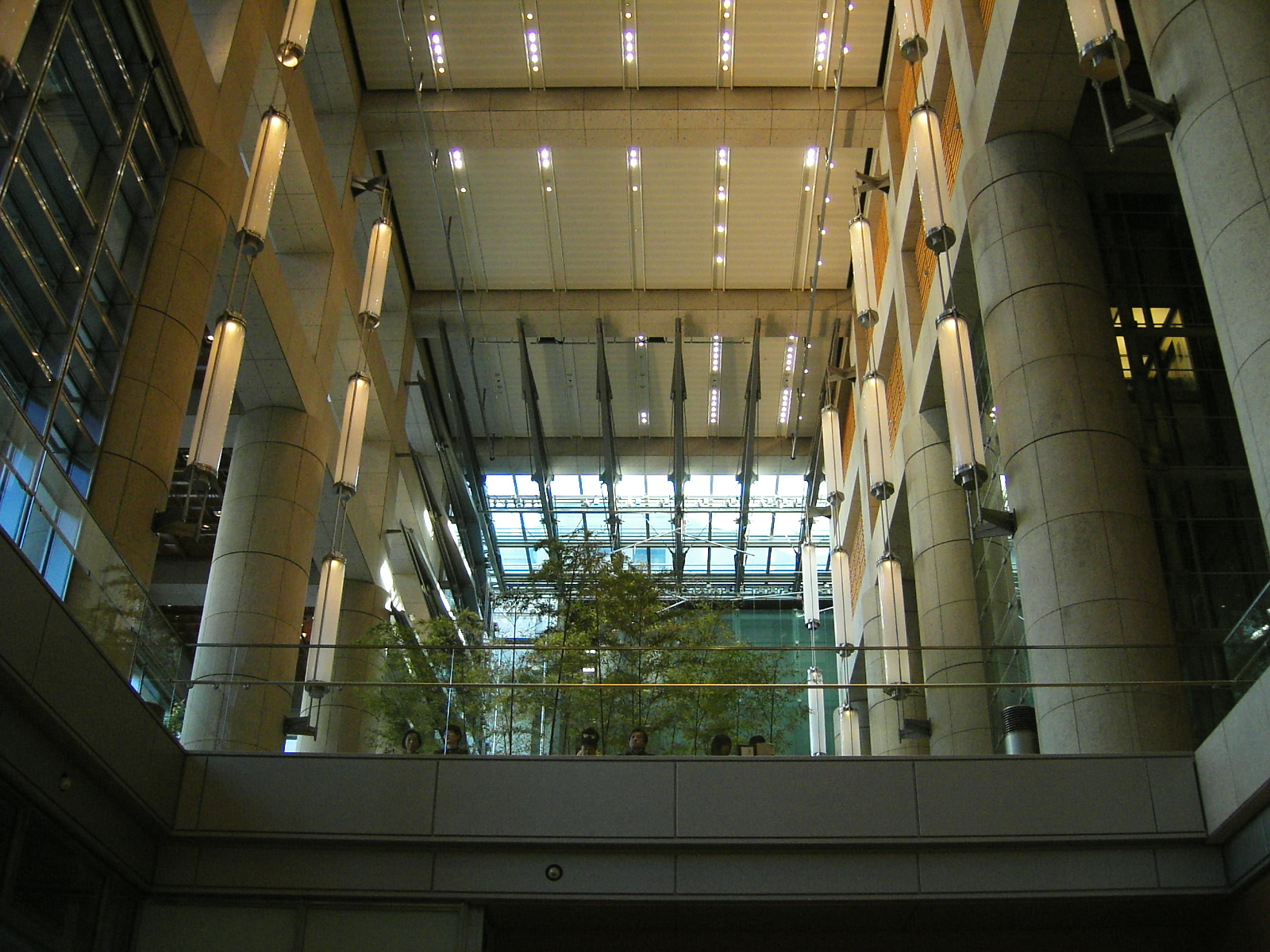
大廳挑高空間（2005年11月12日）
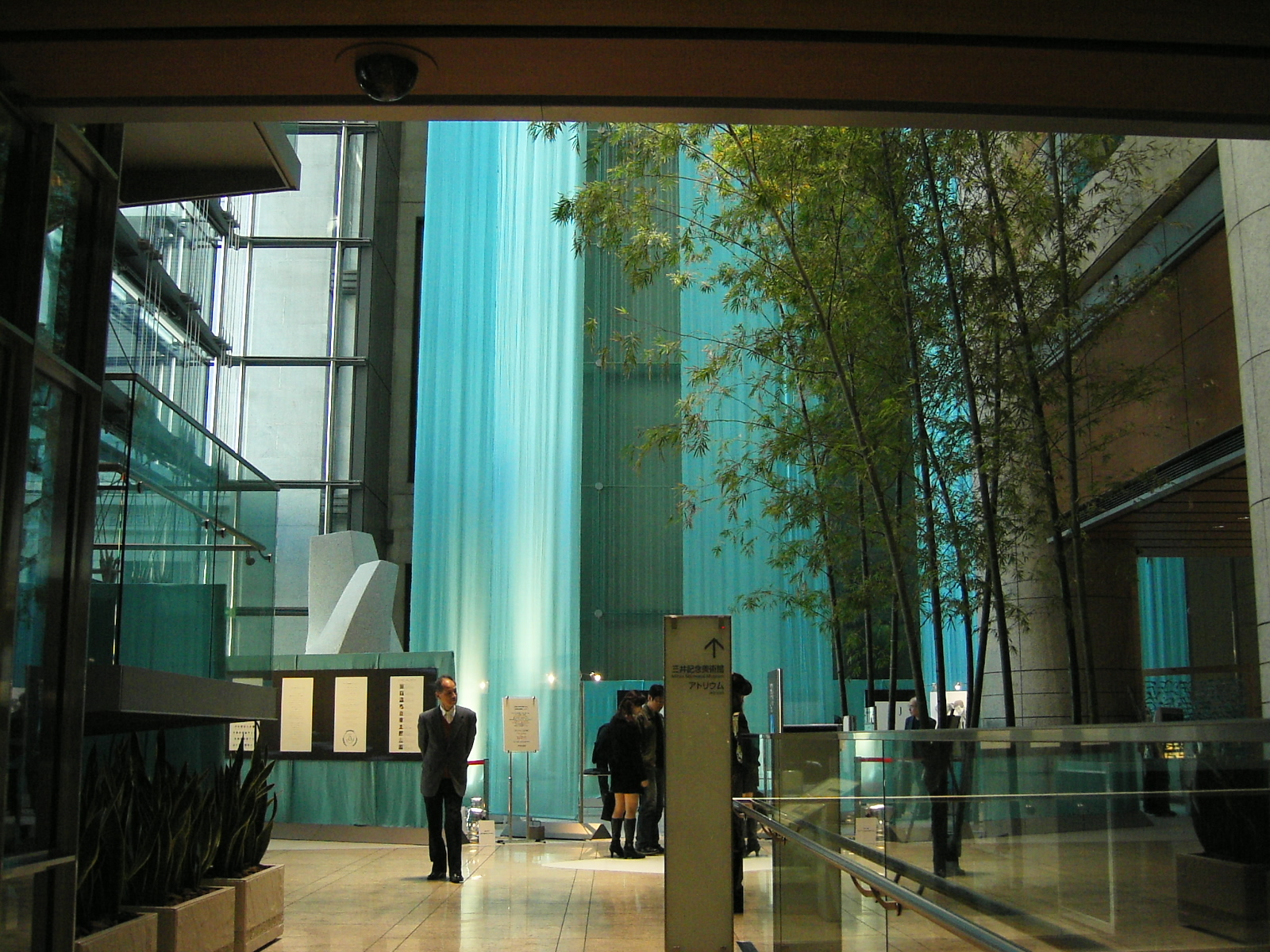
三井紀念美術館入口（2005年11月12日）
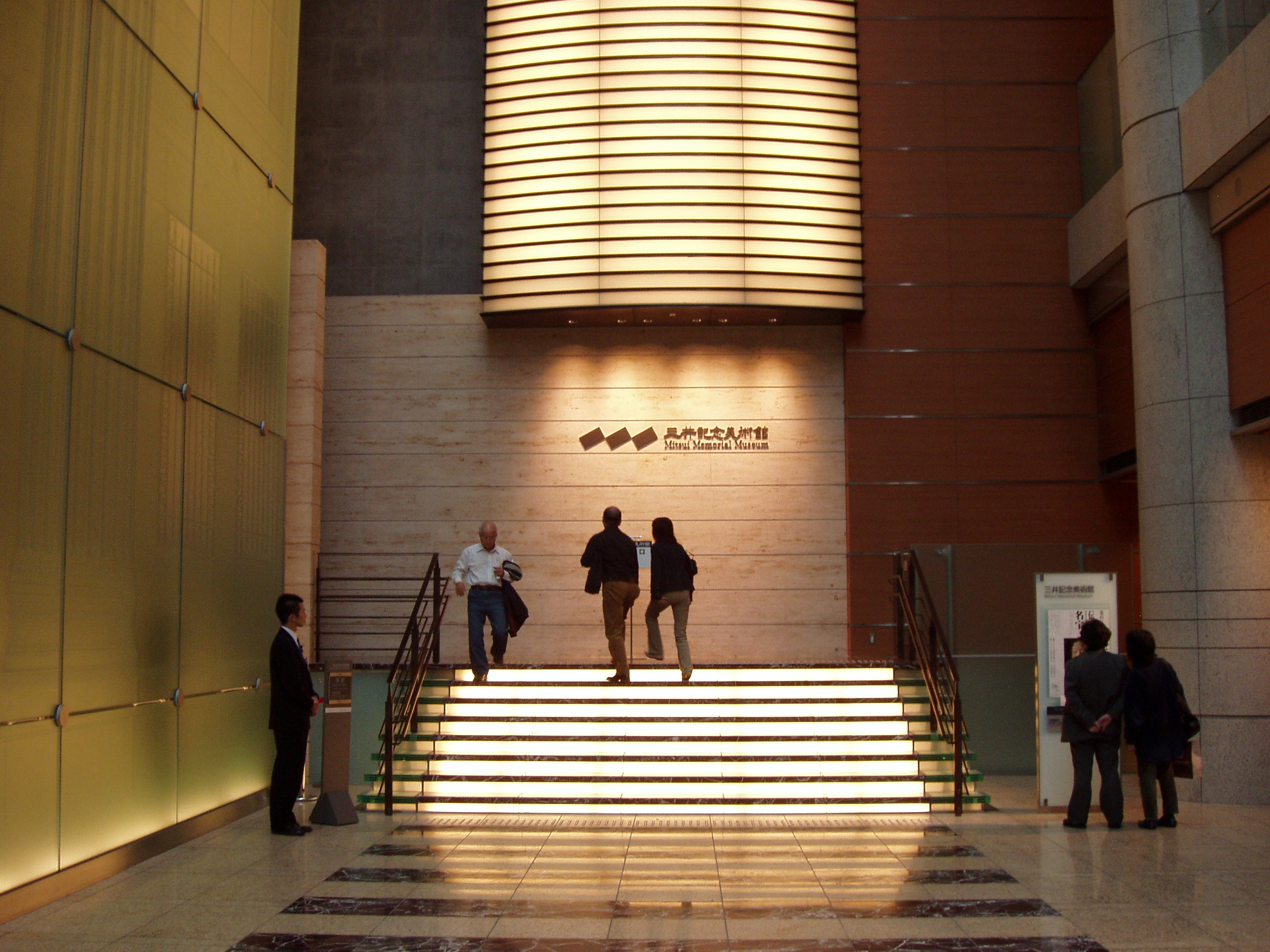
三井紀念美術館（2005年11月3日）

## 外部連結
- 東京文華東方酒店日文網站 （页面存档备份，存于）
- 東京文華東方酒店中文網站 （页面存档备份，存于）